# Oudalle
Oudalle ist eine französische Gemeinde mit 499 Einwohnern (Stand: 1. Januar 2022) im Département Seine-Maritime in der Region Normandie. Sie gehört zum Arrondissement Le Havre und zum Kanton Saint-Romain-de-Colbosc. Die Bewohner werden Oudallais und Oudallaises genannt.

## Geographie
Oudalle liegt an der Seine-Mündung, etwa 14 Kilometer östlich von Le Havre in der Naturregion Pays de Caux. Umgeben wird Oudalle von den Nachbargemeinden Saint-Aubin-Routot im Norden, Sandouville im Osten sowie Rogerville im Westen.
Am Westrand der Gemeinde entlang führen die Autoroute A29, die in die Route nationale 1029 und damit in die Pont de Normandie übergeht, und die Gemeinde horizontal teilend die Autoroute A131.

## Einwohnerentwicklung
| Einwohner                                                  | 181 | 151 | 183 | 252 | 330 | 368 | 355 | 422 | 441 |
| Ab 1962 offizielle Zahlen ohne Einwohner mit Zweitwohnsitz |     |     |     |     |     |     |     |     |     |

## Sehenswürdigkeiten
- Die Pfarrkirche Saint-Pierre aus dem Jahre 1771 besitzt zahlreiche Einrichtungsstücke, die in der Base Palissy gelistet sind.
- Das Herrenhaus Verguetot stammt aus dem 18. und 19. Jahrhundert

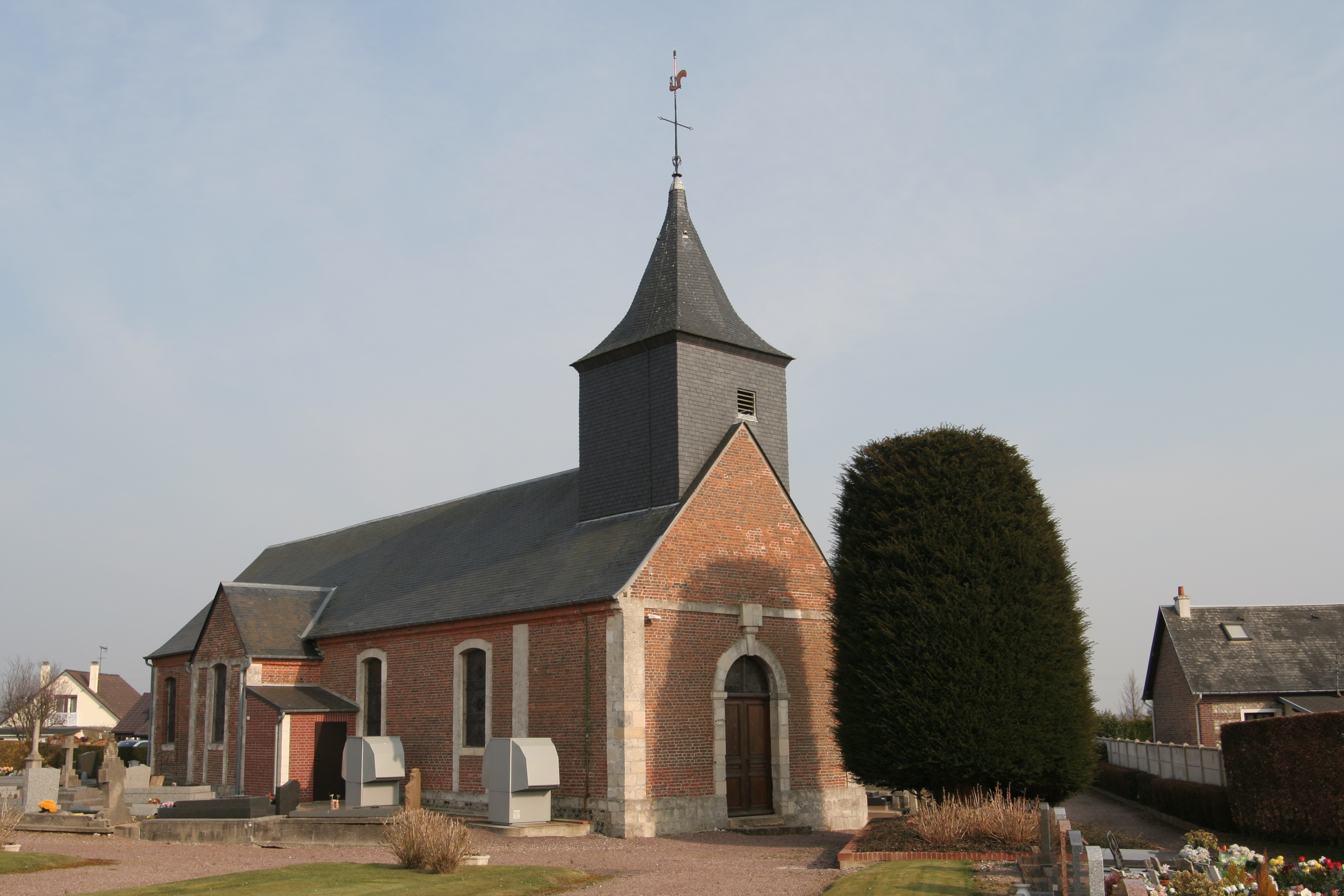
Pfarrkirche Saint-Pierre
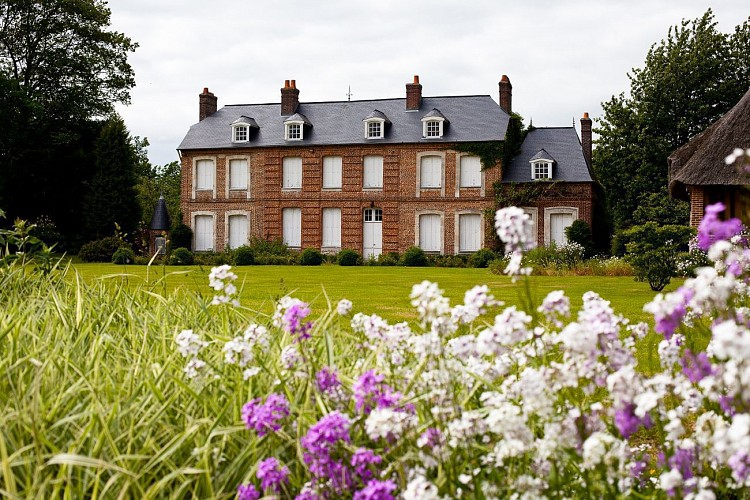
Herrenhaus Verguetot